# 윤소정 (배우)
윤소정(尹小晶, 1944년 7월 4일 ~ 2017년 6월 16일)은 대한민국의 배우였다. 본관은 파평, 아명은 태봉(泰鳳).

## 생애 및 배우활동
영화인 집안에서 태어나 17살인 1961년에 연극배우로 데뷔했다. 이듬해 1962년 서울중앙방송(지금의 KBS 한국방송공사)의 성우로 데뷔하였고 1964년 영화 《니가 잘나 일색이냐》의 단역으로 영화배우 데뷔하였으며, 이어 같은 해 1964년 TBC 동양방송 공채 1기 탤런트 정식 데뷔하였다.
특이한 점은 배우 이호재와 1973년 연극《초분》에서 처음 호흡을 맞춘 이래 두 사람이 부부나 애인의 남녀 주인공으로 함께 한 연극은《태》(1974), 《출세기》(1974), 《매디슨카운티의 다리》(1996), 《비 오는 날의 축제》(1997), 《누군가의 어깨에 기대어》(2002), 《졸업》(2003), 《에이미》(2010), 《그대를 속일지라도》(2010), 《응시》(2011) 등 13편에 이르고, 이호재가 처음 출연한 영화인 《이혼하지 않은 여자》에도 윤소정이 함께 출연하였다.
2017년 6월 16일 패혈증으로 서울성모병원에서 향년 74세를 일기로 타계했다. 본인이 출연한 사전제작 드라마 《엽기적인 그녀》가 방송되던 중에 전해진 소식이어서 안타까움을 주었다.

## 출연작

### 연극
- 1986년 《대원군》 ... 효정황후 남양 홍씨 역(단역)
- 1993년 《이괄과 흥안군》 ... 정혜옹주 전주 이씨 역(단역)
- 1994년 《세종대왕》 ... 정안옹주 정대빈 김씨 역(단역)

### 영화
- 2013년 《사랑해! 진영아》 - 박철순 역
- 2011년 《그대를 사랑합니다》 - 송이뿐 역
- 2009년 《결혼식 후에》 - 박옥순 역
- 2005년 《왕의 남자》 - 인수대왕대비 청주 한씨 역
- 2005년 《이대로, 죽을 순 없다》 - 진료실 의사 역 (우정출연)
- 2001년 《하루》 - 진원 이모
- 1999년 《표절》
- 1999년 《이재수의 난》 - 숙화 모 역
- 1997년 《올가미》 - 진숙 역
- 1992년 《이혼하지 않은 여자》
- 1983년 《3일낮 3일밤》
- 1983년 《참새와 허수아비》 - 마담 역
- 1971년 《당신과 나 사이에》
- 1968년 《무기와 육체》
- 1968년 《일식》
- 1967년 《내멋에 산다》
- 1967년 《콩쥐팥쥐》
- 1967년 《역전부자》
- 1966년 《나운규 일생》
- 1965년 《아름다운 눈동자》
- 1964년 《학사주점》
- 1964년 《니가 잘나 일색이냐》

### TV 드라마
- 2017년 SBS 《엽기적인 그녀》 - 자혜대비 역 (유작)
- 2016년 JTBC 《판타스틱》 - 곽혜선 역
- 2015년 KBS2 《다 잘될 거야》 - 권영순 역
- 2014년 MBC 《폭풍의 여자》 - 노순만 역
- 2014년 SBS 《사랑만 할래》 - 양양순 역
- 2013년 SBS 《결혼의 여신》 - 이정숙 역
- 2013년 tvN 《연애조작단; 시라노》 - 황 여사 역
- 2012년 SBS 《청담동 앨리스》 - 정 여사 역
- 2011년 MBN 《갈수록 기세등등》 - 윤소정 역
- 2011년~2012년 SBS 《내 딸 꽃님이》 - 문정옥 역
- 2009년 KBS2 《다 줄거야》 - 오말년 역
- 2009년 MBC 《잘했군 잘했어》 - 배정자 역
- 2008년 MBC 《그 분이 오신다》 - 윤소정 역
- 2007년 SBS 《사랑하고 싶다》 - 심 여사 역
- 2005년 SBS 《루루공주》 - 장명숙 역
- 2005년 KBS2 《그녀가 돌아왔다》 - 오정희 역
- 1999년 KBS2 《만남》 - 최 보살 역
- 1993년 SBS 《일과 사랑》 - 서기숙 역
- 1989년 MBC 《겨울 안개》 - 강민주 역
- 1986년 KBS2 《이별 그리고 사랑》

### 라디오 프로그램
- 2016년 《EBS 책 읽는 라디오 낭독 시리즈》 (EBS FM)

## 수상
- 1984년 제20회 백상예술대상 연극부문 여자최우수연기상
- 1995년 제31회 백상예술대상 연극부문 인기상
- 제16회 동아연극상
- 2001년 제38회 대종상 영화제 여우조연상
- 2003년 서울공연예술제 개인인기상
- 2007년 제17회 이해랑 연극상

## 가족 관계
- 아버지: 윤봉춘 (1902년 3월 23일 ~ 1975년 10월 21일)
- 배우자: 오현경 (1936년 11월 11일 ~ 2024년 3월 1일)
  - 아들: 오세호
    - 며느리: 김은정
      - 손주: 오상이

  - 딸: 오지혜 (1968년 9월 3일 ~ )
    - 사위: 이영은 (1971년 ~ )
      - 외손주 : 이수린
- 오빠: 윤삼륙 (1937년 5월 25일 ~ 2020년 7월 2일)